# Semisulcospira
Semisulcospira là một chi ốc nước ngọt với một nắp, là động vật chân bụng sống dưới nước động vật thân mềm thuộc họ Semisulcospiridae.
Species thuộc chi are Semisulcospira viviparous.

## Các loài
- Semisulcospira arenicola Watanabe & Nishino, 1995
- Semisulcospira calculus (Reeve, 1859)
- Semisulcospira coreana (Martens, 1886)
- Semisulcospira crassicosta Y.-Y. Liu, Y.-X. Wang & Y.-H. Duan, 1994
- Semisulcospira davisi Sawada & Nakano, 2021
- Semisulcospira decipiens (Westerlund, 1883)[3]
- Semisulcospira diminuta Gredler, 1887[4]
- Semisulcospira dilatata Watanabe & Nishino, 1995
- † Semisulcospira fiscina (Yokoyama, 1932)
- Semisulcospira fluvialis Watanabe & Nishino, 1995
- Semisulcospira forticosta (Martens, 1886)[2][5]
- Semisulcospira fuscata Watanabe & Nishino, 1995
- † Semisulcospira gamoensis Matsuoka & Miura, 2019
- Semisulcospira gottschei (Martens, 1886)[2]
- Semisulcospira gredleri (Boettger, 1886)[5]
- Semisulcospira habei Davis, 1969[3]
  - Semisulcospira habei yamaguchi Davis, 1969[3]
- Semisulcospira hongkongensis Brot, 1874[4]
- † Semisulcospira kokubuensis Matsuoka & Miura, 2018
- Semisulcospira kurodai Kajiyama & Habe, 1961[2][3]
- Semisulcospira libertina (Gould, 1859)[2][3]
- Semisulcospira marica Y.-Y. Liu, Y.-X. Wang & W.-Z. Zhang, 1994
- Semisulcospira morii Watanabe, 1984[4]
- Semisulcospira multigranosa (Boettger, 1886)[3]
- † Semisulcospira nagiensis (Matsuoka & Taguchi, 2013)
- † Semisulcospira nakamurai Matsuoka & Miura, 2018
- Semisulcospira nakasekoae Kuroda, 1929[3]
- Semisulcospira ningpoensis (I. Lea, 1857)
- Semisulcospira niponica (Smith, 1876)[3]
- † Semisulcospira nojirina Matsuoka & Miura, 2019
- Semisulcospira ourense Watanabe & Nishino, 1984[4]
- Semisulcospira pacificans (Heude, 1888)[4]
- Semisulcospira pleuroceroides (Bavay & Dautzenberg, 1910)
- † Semisulcospira praemultigranosa Matsuoka, 1985
- † Semisulcospira pseudomultigranosa Matsuoka & Miura, 2018
- † Semisulcospira pusilla Matsuoka & Miura, 2018
- Semisulcospira reiniana (Brot, 1876)[3]
- Semisulcospira reticulata Kajiyama & Habe, 1961[3]
- † Semisulcospira reticulataformis Matsuoka & Miura, 2019
- Semisulcospira rugosa Watanabe & Nishino, 1995
- Semisulcospira shiraishiensis Watanabe & Nishino, 1995
- † Semisulcospira spinulifera Matsuoka & Miura, 2018
- † Semisulcospira tagaensis Matsuoka & Miura, 2019
- Semisulcospira takeshimensis Watanabe & Nishino, 1995
- Semisulcospira tegulata (Martens, 1894)[2]
- Semisulcospira trachea (Westerlund, 1883)

"Semisulcospira libertina species complex" consist of four species: Semisulcospira libertina, Semisulcospira reiniana, Semisulcospira kurodai and Semisulcospira trachea.
Synonyms
- Semisulcospira dolichostoma Annandale, 1924: synonym of Koreoleptoxis dolichostoma (Annandale, 1924) (original combination)
- Semisulcospira inflata Tchang, 1949: synonym of Hua textrix (Heude, 1889) (junior synonym)
- Semisulcospira paludiformis Yen, 1939: synonym of Sulcospira paludiformis (Yen, 1939) (original combination)
- Semisulcospira paucicincta (E. von Martens, 1894): synonym of Semisulcospira calculus (Reeve, 1859) (junior synonym)
- † Semisulcospira recticancellata Kobayashi & Suzuki, 1939: synonym of † Pachychilus recticancellata (Kobayashi & Suzuki, 1939)
- Semisulcospira trivolvis Yen, 1939: synonym of Sulcospira paludiformis (Yen, 1939) (possible synonym)